# MHPArena
El MHPArena es un estadio ubicado en el distrito de Bad Cannstatt, al noreste de la ciudad de Stuttgart, capital del estado federado de Baden-Wurtemberg, Alemania. El estadio posee una capacidad para 60.441 espectadores y es utilizado por el VfB Stuttgart de la Bundesliga Alemana.
El estadio es el corazón del Complejo Deportivo Cannstatter Wasen. Posee un techo de fibra de poliéster recubierta de PVC en un sistema radiado de sujeción de altura variada.
Bajo su tercer nombre, Neckarstadion, fue una de las sedes de la Copa Mundial de Fútbol de 1974. El estadio albergó por segunda vez este evento, esta vez bajo el nombre de Gottlieb-Daimler-Stadion, durante la Copa Mundial de Fútbol de 2006.

## Historia
El estadio se inauguró en 1933 bajo el nombre de Adolf-Hitler-Kampfbahn. El nombre perduró hasta 1945, cuando cambió a Century Stadium, y en 1949 a Neckarstadion (en español: Estadio del Neckar, el río que cruza por la ciudad). Desde 1993 pasó a llamarse definitivamente Gottlieb-Daimler-Stadion en honor del célebre inventor e ingeniero alemán Gottlieb Daimler.
Este estadio fue sede del primer partido internacional disputado en Alemania tras la II Guerra Mundial, entre la selección de fútbol de Alemania y la selección de fútbol de Suiza. El 19 de diciembre de 1990 se disputó otro evento importante, el primer partido internacional tras la unificación de Alemania, donde se enfrentaron nuevamente las mismas selecciones.

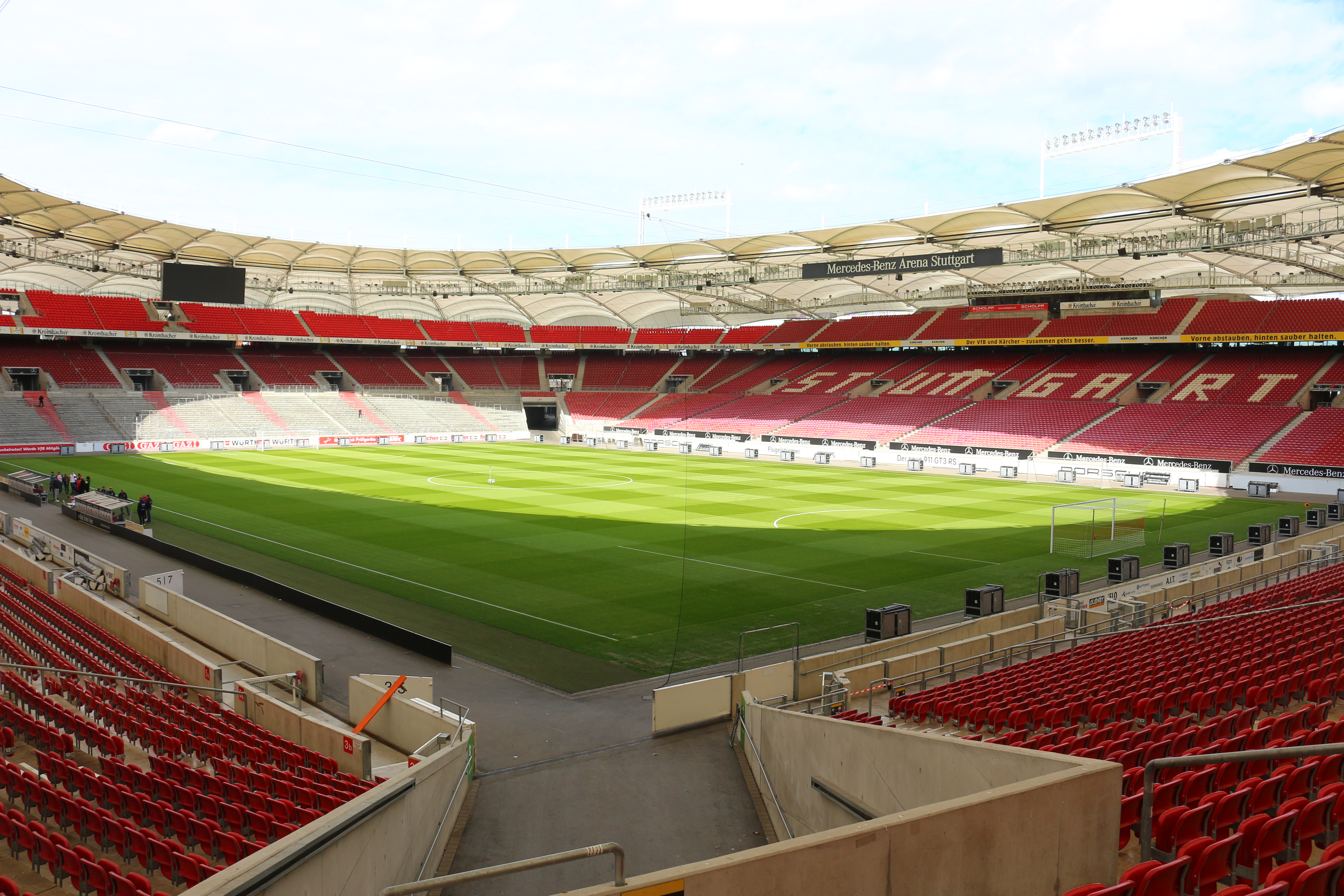
Interior del estadio.
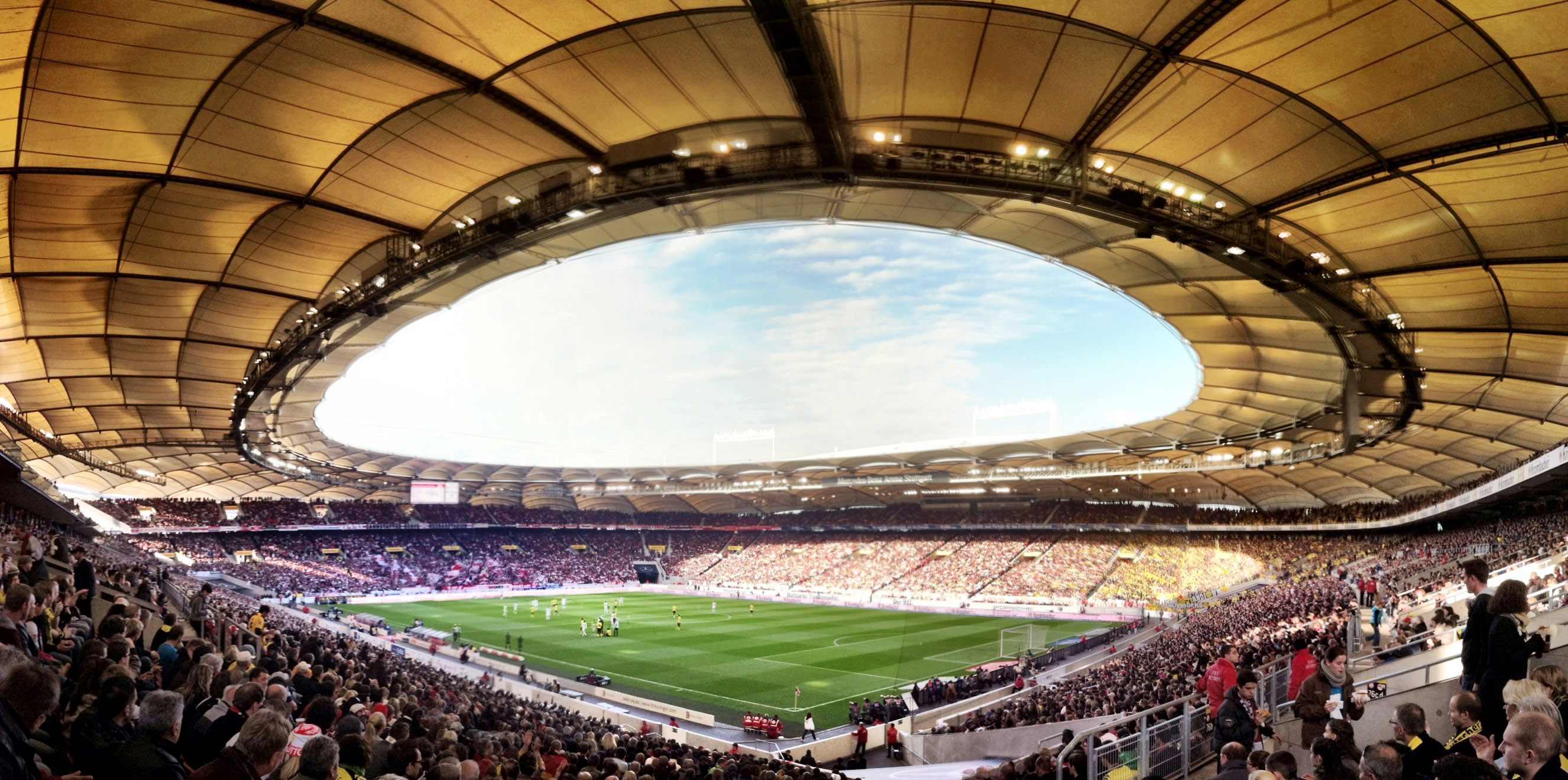
Interior del estadio.

## Eventos

### Copa Mundial de Fútbol de 1974
El Neckarstadion, como subsede de la Copa Mundial de Fútbol de 1974, albergó 4 de los 38 partidos del certamen. En este recinto se disputaron 3 de los 24 partidos de la primera fase, todos estos válidos por el grupo D.
El 15 de junio, la selección argentina cayó derrotada por 3:2, a manos de la selección polaca. Los goles de Polonia fueron anotados por Grzegorz Lato (en dos oportunidades) y Andrzej Szarmach. Los dos goles de Argentina fueron obra de Ramón Heredia y Carlos Babington, respectivamente.
En este estadio, la selección argentina empató 1:1 con Italia. Los goles marcados en este partido disputado el 19 de junio, fueron de René Houseman para Argentina, y de Roberto Perfumo en propia puerta para Italia.
Cuatro días después, el 23 de junio, la selección de Polonia venció por 2:1 a la selección de Italia, gracias a los goles de Andrzej Szarmach y Kazimierz Deyna. El descuento italiano fue obra de Fabio Capello.
Además, el estadio albergó a 1 de los 14 encuentros de la segunda fase, el cual fue válido para el grupo 2. En este partido, disputado el 26 de junio, se enfrentó la selección de fútbol de Suecia contra su similar de Polonia. El resultado fue de 1:0 a favor de los polacos, con un gol de Grzegorz Lato.
| Fecha               | Selección #1 | Resultado | Selección #2 | Ronda                 | Espectadores |
| ------------------- | ------------ | --------- | ------------ | --------------------- | ------------ |
| 15 de junio de 1974 | Polonia      | 3–2       | Argentina    | Primera fase, Grupo 4 | 31 500       |
| 19 de junio de 1974 | Argentina    | 1–1       | Italia       | Primera fase, Grupo 4 | 68 900       |
| 23 de junio de 1974 | Polonia      | 2–1       | Italia       | Primera fase, Grupo 4 | 68 900       |
| 26 de junio de 1974 | Suecia       | 0–1       | Polonia      | Segunda fase, Grupo B | 43 755       |

### Eurocopa 1988
El Neckarstadion también fue subsede de la Eurocopa 1988. En este recinto deportivo se disputó 1 de los 12 partidos de la primera fase, además de 1 de los 3 partidos de la segunda fase.
El 12 de junio, la selección inglesa cayó derrotada por 0:1 frente a la selección irlandesa. El gol irlandés fue obra de Ray Houghton.
En el partido disputado el 22 de junio, válido por semifinales, se enfrentó la selección de fútbol de la Unión Soviética contra su similar de Italia. El resultado fue de 2:0 a favor de los soviéticos, con goles de Gennadi Litovtchenko y Oleg Protásov.
| Fecha               | Selección #1    | Resultado | Selección #2 | Ronda                 | Espectadores |
| ------------------- | --------------- | --------- | ------------ | --------------------- | ------------ |
| 12 de junio de 1988 | Inglaterra      | 0–1       | Irlanda      | Primera fase, Grupo B | 51 573       |
| 22 de junio de 1988 | Unión Soviética | 2–0       | Italia       | Semifinales           | 61 606       |

### Copa Mundial de Fútbol de 2006
Por segunda vez este recinto deportivo (ahora llamado Gottlieb-Daimler-Stadion) fue unan de las sedes de la Copa Mundial de Fútbol de 2006. En este recinto se disputaron 4 de los 48 partidos de la primera fase.
En el decimotercer partido de la primera ronda (13), válido por el grupo G, y disputado el 13 de junio, se enfrentó Francia contra Suiza. Ambas selecciones empataron 0:0.
En el vigésimo segundo partido de la primera ronda (22), disputado el 16 de junio, la selección de los Países Bajos derrotó por 2:1 a la selección de Costa de Marfil, en un partido válido por el grupo C. Los goles del equipo neerlandés fueron anotados por Robin van Persie y Ruud van Nistelrooy, mientras que el único gol de Costa de Marfil fue anotado por Bakary Koné.
El 19 de junio se jugó el trigésimo primer partido de la primera ronda (31), correspondiente al grupo H. En este partido, la selección española venció por 3:1 a la selección tunecina. Los goles de España fueron anotados por Raúl y Fernando Torres (en dos ocasiones), mientras que el gol de Túnez fue anotado por Yaouhar Mnari.
Las selecciones de Croacia y Australia se enfrentaron el 22 de junio, en el cuadragésimo cuarto partido de la primera ronda (44), que fue válido por el grupo F. El resultado final fue un empate 2:2, lo que significó la eliminación de la selección croata del certamen. Los goles del equipo croata fueron marcados por Darijo Srna y Niko Kovač, mientras que los tantos de Australia fueron marcados por Craig Moore y Harry Kewell.
Además, en este recinto deportivo se disputaron 2 de los 16 partidos de la segunda fase.
Se disputó el tercer partido de los octavos de final (51) el 25 de junio, donde se enfrentaron las selecciones de Inglaterra y de Ecuador, con un triunfo de 1:0 a favor de los ingleses, gracias a un gol marcado por David Beckham.
El 8 de julio se disputó el sexagésimo tercer partido del certamen (63), válido por el tercer y cuarto lugar de la competencia, donde se enfrentó la selección de Alemania contra el equipo portugués. En este encuentro, Alemania venció por 3:1 a Portugal, gracias a los dos goles marcados por Bastian Schweinsteiger y el autogol del portugués Armando Petit. El único gol de Portugal fue obra de Nuno Gomes.
| Fecha               | Selección #1 | Resultado | Selección #2    | Ronda                 | Espectadores |
| ------------------- | ------------ | --------- | --------------- | --------------------- | ------------ |
| 13 de junio de 2006 | Francia      | 0–0       | Suiza           | Primera fase, Grupo G | 52 000       |
| 16 de junio de 2006 | Países Bajos | 2–1       | Costa de Marfil | Primera fase, Grupo C | 52 000       |
| 19 de junio de 2006 | España       | 3–1       | Túnez           | Primera fase, Grupo H | 52 000       |
| 22 de junio de 2006 | Croacia      | 2–2       | Australia       | Primera fase, Grupo F | 52 000       |
| 25 de junio de 2006 | Inglaterra   | 1–0       | Ecuador         | Octavos de final      | 52 000       |
| 8 de julio de 2006  | Alemania     | 3–1       | Portugal        | Tercer lugar          | 52 000       |

### Eurocopa 2024
El estadio albergó cinco partidos de la Eurocopa 2024, cuatro de fase de grupos y un partido de cuartos de final.
| Fecha               | Selección #1 | Resultado | Selección #2 | Ronda                 | Espectadores |
| ------------------- | ------------ | --------- | ------------ | --------------------- | ------------ |
| 16 de junio de 2024 | Eslovenia    | 1–1       | Dinamarca    | Primera fase, Grupo C | 54 000       |
| 19 de junio de 2024 | Alemania     | 2–0       | Hungría      | Primera fase, Grupo A | 54 000       |
| 23 de junio de 2024 | Escocia      | 0–1       | Hungría      | Primera fase, Grupo A | 54 000       |
| 26 de junio de 2024 | Ucrania      | 0–0       | Bélgica      | Primera fase, Grupo E | 54 000       |
| 5 de julio de 2024  | España       | 2–1       | Alemania     | Cuartos de final      | 54 000       |

## Acceso
Se puede acceder al Gottlieb-Daimler-Stadion por medio del S-Bahn, tanto por la línea S1 (hasta la estación Neckarpark, anteriormente denominada Gottlieb-Daimler-Stadion), como por medio de las líneas S2 y S3 (hasta la estación Bahnhof Bad Cannstatt).
Las líneas U11 y U16 del U-Bahn también sirven para llegar al estadio (hasta la estación Daimler-Stadion / Schleyer-Halle). Otras líneas que sirven son la U1 y U2 (hasta la estación Mercedesstraße o la estación Wilhelmsplatz), como la línea U13 (hasta estación Bad Cannstatt Wilhelmsplatz/Badstraße).
Además se puede acceder en autobús por medio de las líneas 52, 55 y 56.

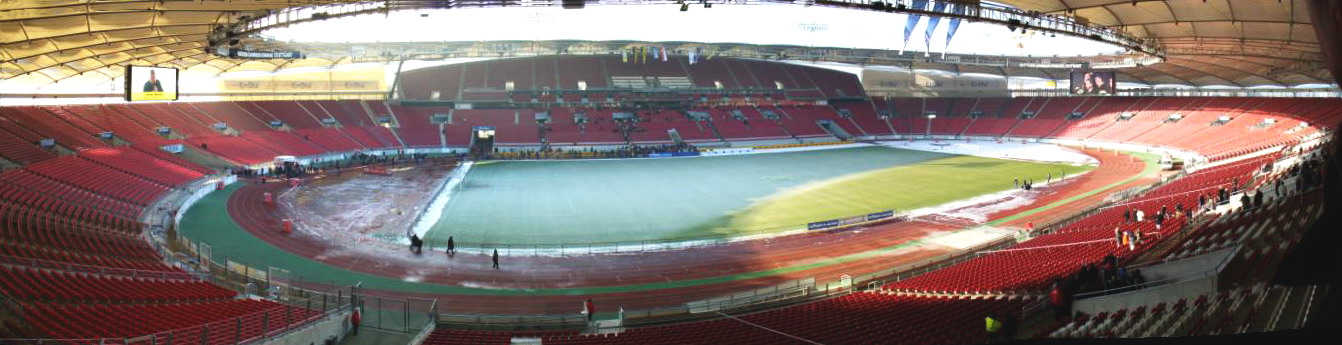
Imagen panorámica del campo de juego.